# Boeckella occidentalis
Boeckella occidentalis is een eenoogkreeftjessoort uit de familie van de Centropagidae. De wetenschappelijke naam van de soort is voor het eerst geldig gepubliceerd in 1906 door Marsh.